# Cameron Park Zoo
Koordinaten: 31° 34′ 12″ N, 97° 8′ 24″ W
Der Cameron Park Zoo ist ein Zoo, der sich in der Stadt Waco im US-Bundesstaat Texas befindet. Er ist Mitglied der World Association of Zoos and Aquariums (WAZA) sowie der Association of Zoos and Aquariums (AZA).

## Geschichte
Die Anfänge des Zoos gehen auf die 1950er Jahre zurück. Eine kleine Gruppe von lokalen Wildtier-Enthusiasten organisierte eine Sammlung von Tieren, die das Ziel hatte, das Interesse für die Tierwelt bei der Bevölkerung zu wecken. Aufgrund von Spenden der Besucher konnte die Anzahl der Tiere erhöht und verschiedene Gehege errichtet werden. Im Laufe der 1970er Jahre begann der Zoo, Bildungsprogramme zu organisieren. Nachdem der Zoo in die Verwaltung der Stadt Waco eingegliedert wurde, begann die Suche nach einem neuen, größeren Standort, der schließlich im Cameron Park gefunden wurde. Der neue Zoo, nun Cameron Park Zoo genannt, wurde am 18. Juli 1993 eröffnet.

## Tierbestand und Anlagenkonzept
Der Zoo, der an den Brazos River angrenzt, integriert viele bereits vorhandene Elemente des Cameron Parks, beispielsweise Teiche, Springbrunnen, Felsen sowie die umfangreiche Flora. Die Freigehege sind großzügig gestaltet. Der Zoo beherbergt ca. 1700 Tiere in 300 Arten. Reptilien und Amphibien sind in einem separaten Herpetarium untergebracht. Es werden außerdem Säugetiere und Vögel aus Europa, Afrika, Asien, Südamerika sowie auch heimische nordamerikanische Tiere gezeigt, dazu einige Beispiele:

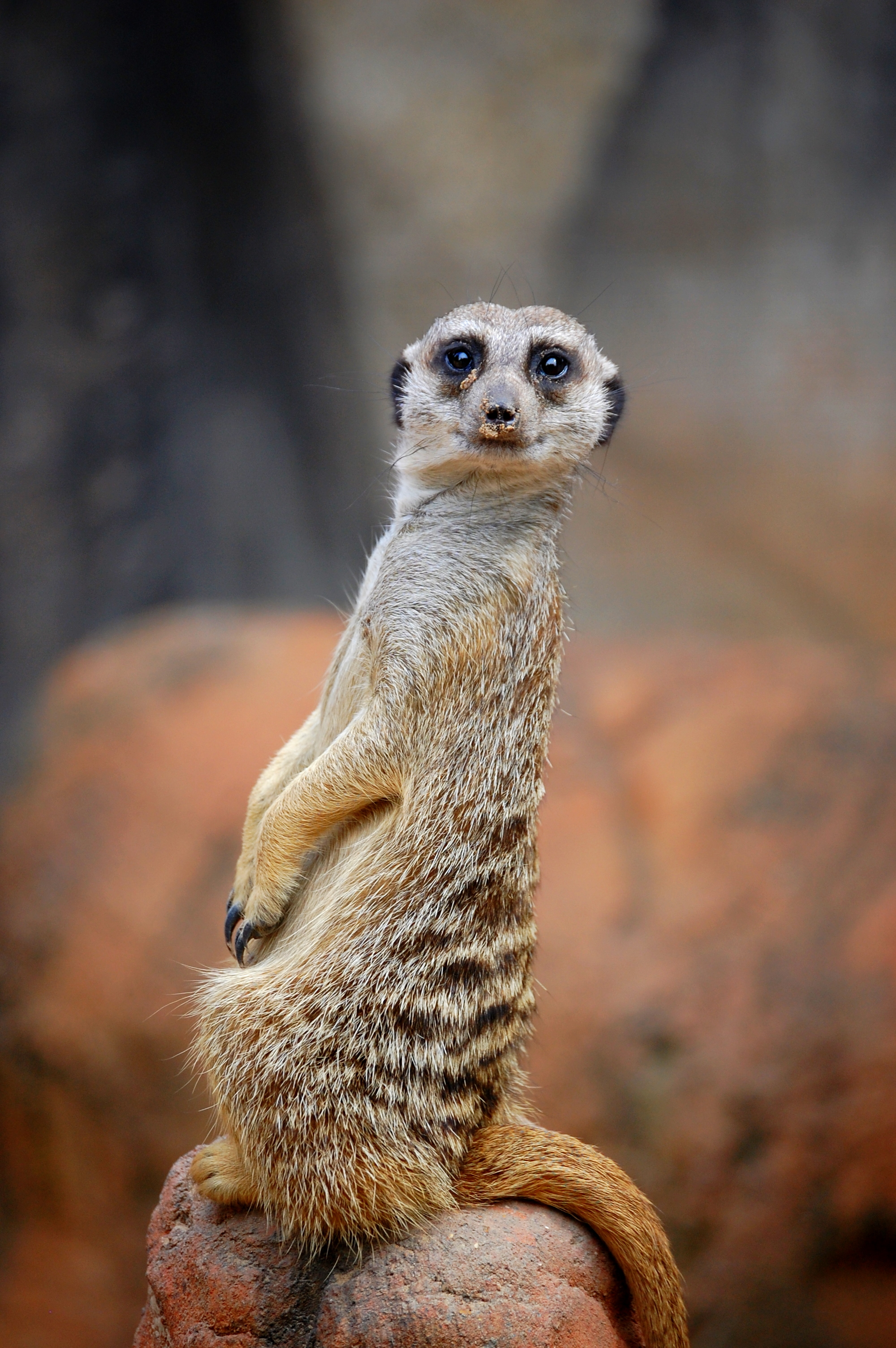
Erdmännchen (Suricata suricatta)
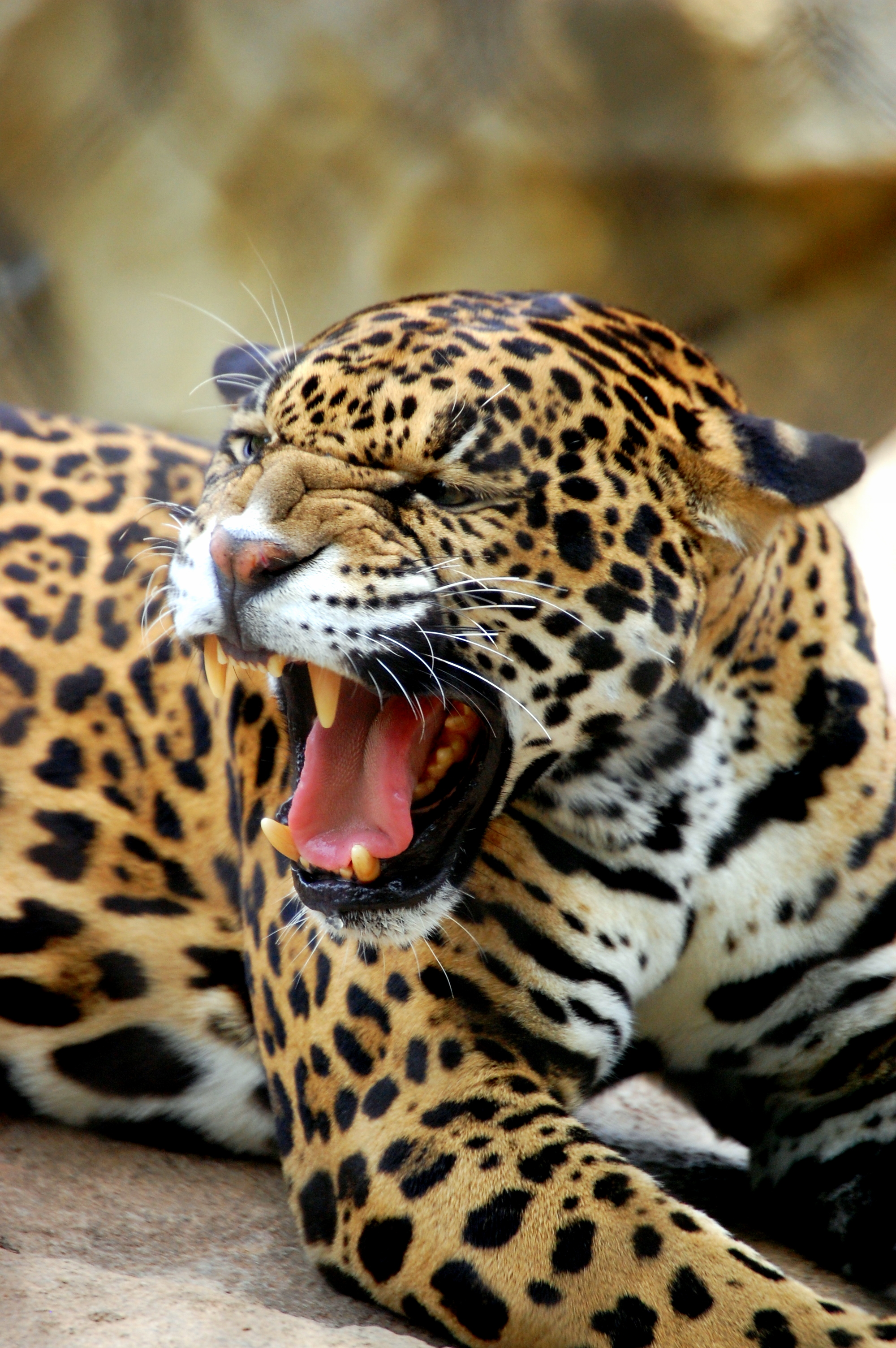
Jaguar (Panthera onca)
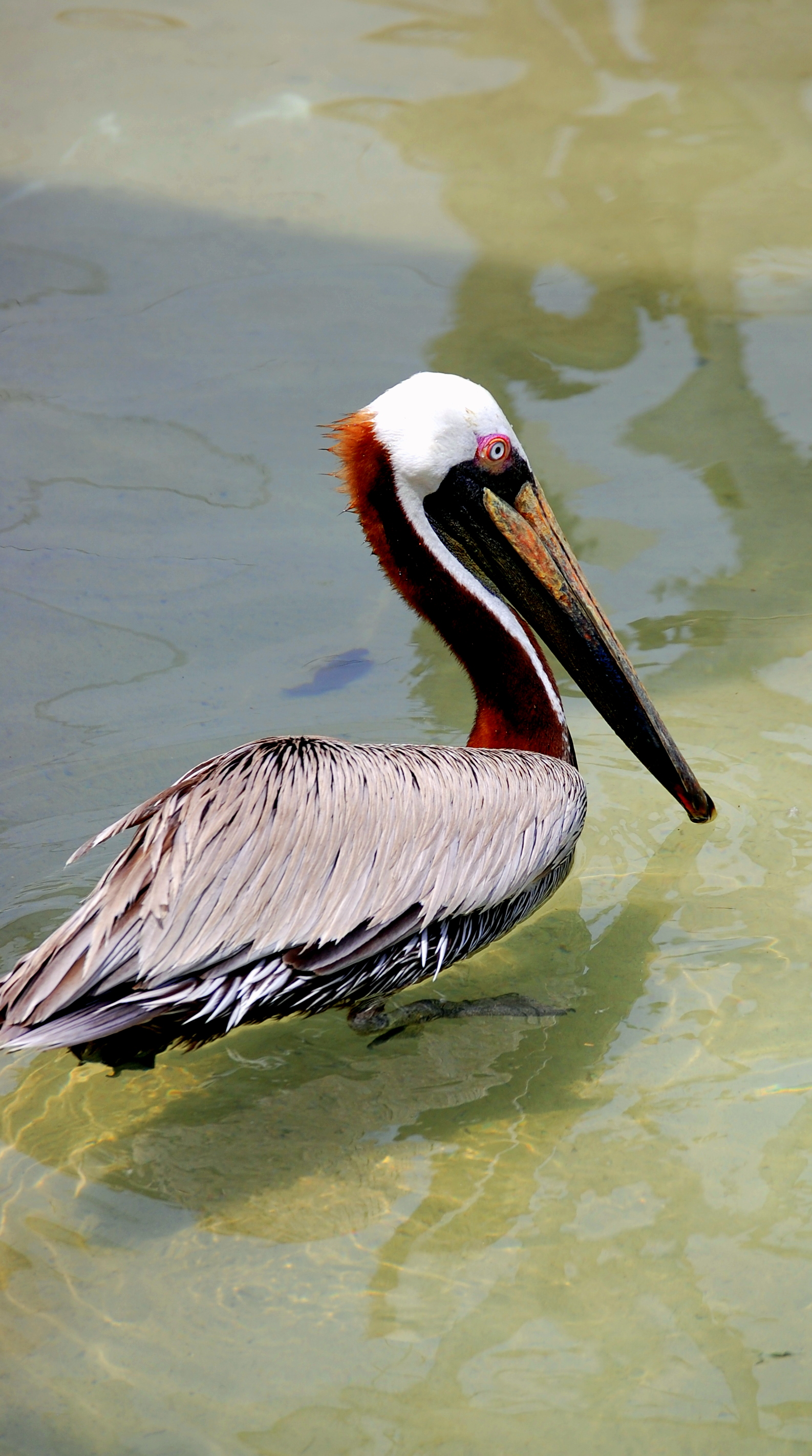
Braunpelikan (Pelecanus occidentalis)
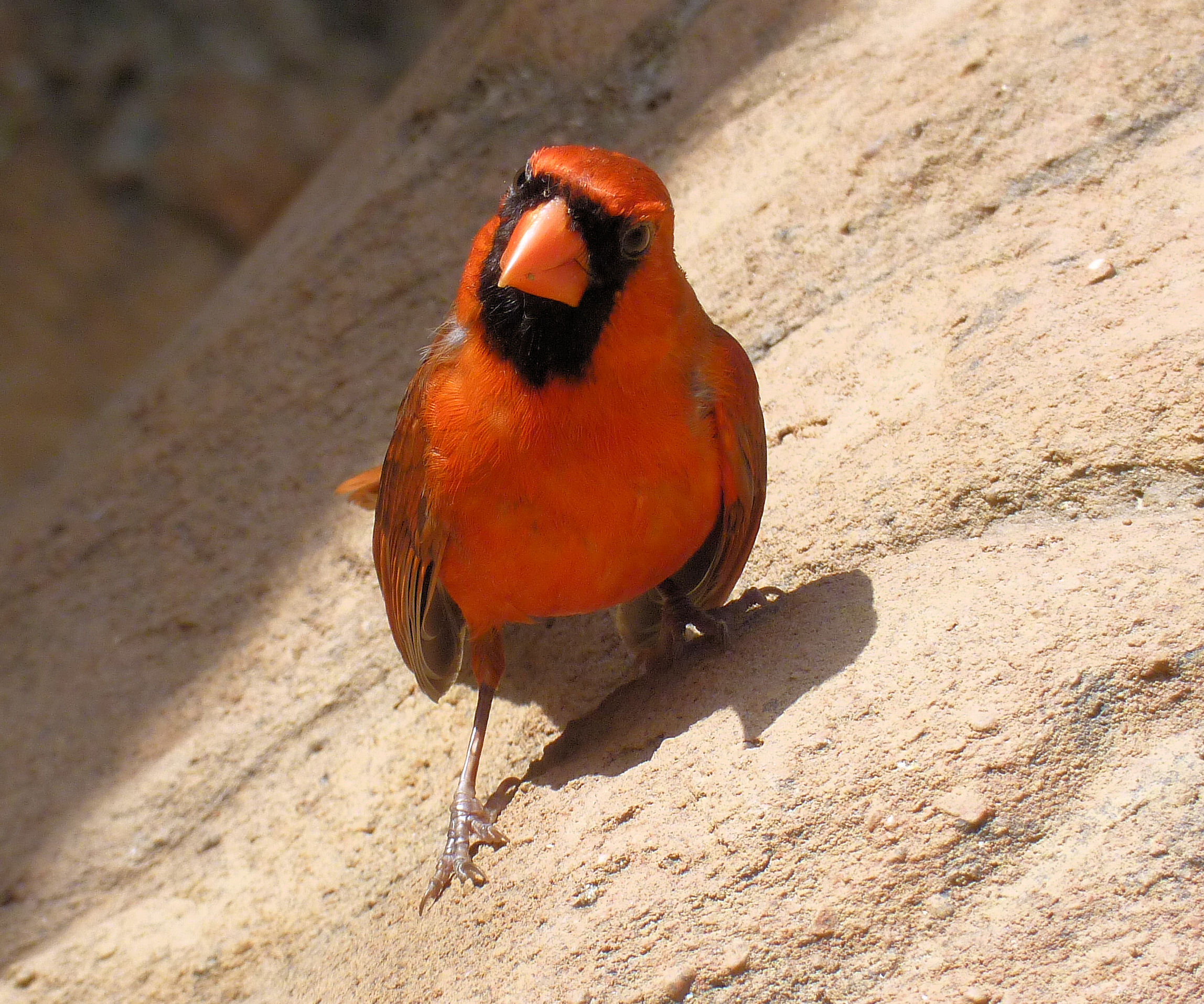
Rotkardinal (Cardinalis cardinalis)

## Arterhaltungsprogramme
Der Cameron Park Zoo beteiligt sich nicht nur lokal, sondern weltweit an verschiedenen Arterhaltungsprogrammen. Ein speziell aufgelegter Arterhaltungsfonds ist ein eingeschränkter Fonds, der nur für Zwecke, die außerhalb des Zoos liegen, verwendet werden darf.